# Дравская трагедия
Дра́вская траге́дия или Траге́дия на Дра́ве, Дра́вский геноци́д — насильственная выдача в 1945 году британской военной администрацией северокавказских эмигрантов и беженцев в Европе военному командованию Советского Союза, для возвращения их в СССР, где их ожидали репрессии.
События происходили с 28 мая до 1 июня 1945 года в долине реки Драва рядом с австрийским городом Лиенц, в котором британские военные устроили такую же акцию выдачи в отношении казаков. Кавказцы, как и казаки, оказались жертвой британской дипломатии. Большинство жертв были гражданскими лицами, не участвовавшими в военных действиях Второй мировой войны.

## Лагерь
Массовая эмиграция северокавказцев в Европу началась после установления Советской власти на Кавказе в 1919—1921 годах. Другая мощная волна миграции началась в 1943 году, когда немецкие войска стали отступать с оккупированных территорий Северного Кавказа, вместе с ними с мест своего прежнего пребывания уходили и некоторые жители, справедливо опасаясь советских репрессий.
Жители Северного Кавказа, бежавшие в европейские страны, поселились в горных деревнях в районе Палуцца на севере Италии. Это была зона, оккупированная Англией. Позже беженцы перекочевали в долину реки Драва, на юге Австрии. В Карнии было размещено несколько тысяч кавказцев под командованием генерала Султан Клыч-Гирея. Рядом располагался лагерь с десятками тысяч бежавших казаков. Российские исследователи пишут о 4,8 тысячах северокавказских переселенцев, турецкие исследователи говорят о 5—8 тысячах человек. Николай Краснов-младший указывал, что из кавказцев только 600 человек были военными, остальные — гражданские беженцы, в том числе дети, женщины, больные, раненные.
В лагере располагались балкарцы, кабардинцы, карачаевцы, чеченцы, осетины, дагестанцы и ингуши, однако в колонии было только 5 общин: балкарская, адыгейская, карачаевская, осетинская и кабардинская. Чеченцы, дагестанцы и ингуши, в силу своей немногочисленности, вливались в остальные общины. Руководителем северокавказского лагеря был Султан Клыч-Гирей, который пользовался уважением среди переселенцев. Первое время беженцы чувствовали себя в лагере сравнительно терпимо, англичане относились уважительно и даже позволили сохранить оружие, они жили в палатках и получали продовольствие из трофейных немецких военных резервов. Английские власти обещали по возможности отправить беженцев в мусульманские страны Ближнего Востока.

## Выдача
4-11 февраля 1945 года на конференции в Ялте Иосиф Сталин добился согласия от союзников по антигитлеровской коалиции выдать всех бывших граждан СССР. Однако союзники «перевыполнили» обязательства, выдав значительную часть эмигрантов «первой волны», которые никогда не были гражданами Советского Союза. Договор «О репатриации советских граждан» от 11 февраля 1945 исключал возможность политического убежища всех подданных.
В своих обращениях к королю Георгу VI, Уинстону Черчиллю и другим европейским лидерам, российские мигранты писали: «Мы предпочитаем смерть возвращению в советскую Россию, где нас ждёт долгое систематическое уничтожение».
Жителей лагеря начали разоружать, что встревожило кавказцев. Появлялись русскоговорящие люди, которые записывали желающих вернуться в СССР. Взволновавшись, некоторые начали тайно уходить и прятаться в горах. Султан Клыч-Гирей также успокаивал северо-кавказких беженцев, убеждая, что западная демократия ни за что не дозволит насильственную выдачу. От основной массы отделили всех генералов и офицеров. 28 мая около 150 лидеров кавказцев во главе с Клыч-Гиреем были отправлены в Шпиталь якобы на встречу с британским командованием, там их разместили в лагере огороженном колючей проволокой, на рассвете следующего дня их выдали советским властям. По дороге к Вене под советским конвоем многие были расстреляны или исчезли позднее при допросах.
Об их участи северокавказцы узнали утром 28 мая в 5 часов, им сообщили, что офицерский состав уже передан советским представителям и теперь настала очередь солдат. Как писал К. Натхо, кроме голодовки, беженцы, готовые умереть на месте, выкопали себе могилы. В лагере участились самоубийства. Многие бросались в реку Драва. Около 200 человек сбежало ночью в ближайшие леса, несмотря на наличие охраны вооружённой пулемётами. Поводом для такого страха переселения в СССР были слухи о существовавшей инструкции Сталина — считать всех (пленных коллаборационистов, остарбайтеров, беженцев) предателями родины. 1 июня число задавленных, убитых, утонувших, самоубившихся казаков и кавказцев составило около 700 человек.
В дни вывоза людей проходило по 3 поезда, в каждом обычно по 40 вагонов. Двери не запирали на замок, только закручивали проволокой, из-за чего некоторые пленники пытались бежать выпрыгивая с идущего на полном ходу поезда. Через день британцы начали преследовать сбежавших и скрывшихся. С 7 по 30 июня они поймали 1356 казаков и кавказцев. 15 июня 934 человека были доставлены в Юденбург, но советские представители потребовали их перевозки в Грац, где они и оказались на следующий день.
В итоге, множество северокавказцев было без суда расстреляно за измену СССР. Те. кому удалось выжить, оказывались в сталинских лагерях, где часто также погибали. Клыч-Гирей был приговорён советским судом к казни и повешен 16 января 1947 года вместе с лидерами казачьего антибольшевистского движения.

## Память
- В коммуне Иршен Австрии в мае 1960 года Европейское исламское общество установило памятник в честь умерших мусульманских беженцев. Надпись на немецком гласит: «Здесь, 28 мая 1945 года, 7000 северокавказцев со своими жёнами и детьми были выданы советским властям и стали жертвами за идеалы освобождения Кавказа»[18].
- Северокавказская диаспора в Турции ежегодно отмечает день памяти «трагедии на Драве» (тур. «Drau Faciası»)[19].
- События нашли отражение в карачаево-балкарском фольклоре. «Песня беженцев», вероятно сочинённая оказавшимися в сталинских лагерях после Лиенца беженцами, опубликована Т. Ш. Биттировой[14].
- Опубликовано множество мемуаров участников событий, которым удалось выжить.